# 鶴岡駅
鶴岡駅（つるおかえき）は、山形県鶴岡市末広町1丁目にある、東日本旅客鉄道（JR東日本）羽越本線の駅である。

## 概要
山形県庄内地方にあり、県内第3の都市である鶴岡市の中心駅。当駅を通るすべての旅客列車（「いなほ」など）が停車する。庄内地方を代表する駅であるが、両隣の駅間は共に単線で、信号場（西鶴岡信号場・幕ノ内信号場）に挟まれた駅である。
以前、当駅では酒田駅・新津駅とともに、列車接近時には接近メロディが流れていたが、2023年（令和5年）9月22日をもって使用を終了した。また、新潟支社で流れる接近放送の他に、首都圏で流れる補助放送が流れる。現在は長岡駅で使用されている短いチャイムが流れる。なお、それより以前は首都圏で広く使われていたユニペックスの「清流」が使われていた。
また、以前は庄内交通の湯野浜線が乗り入れており、現在の跨線橋の2・3番線側の先に湯野浜線ホームへの跨線橋が延び、現在の3番線の北側に湯野浜線の島式ホーム（4番線）があり、駅東側（酒田・秋田側）には電車庫があった。現在ホーム跡には庄内丸と書かれた建物が建っている。また、秋田営林局専用線、日本通運専用線、昭和石油専用線、庄内経済連と共同石油の共用専用線、さらに住友セメント専用線も敷設されていた。
鶴岡および出羽三山への玄関口であるとして、2002年（平成14年）に、東北の駅百選に選定された。

## 歴史

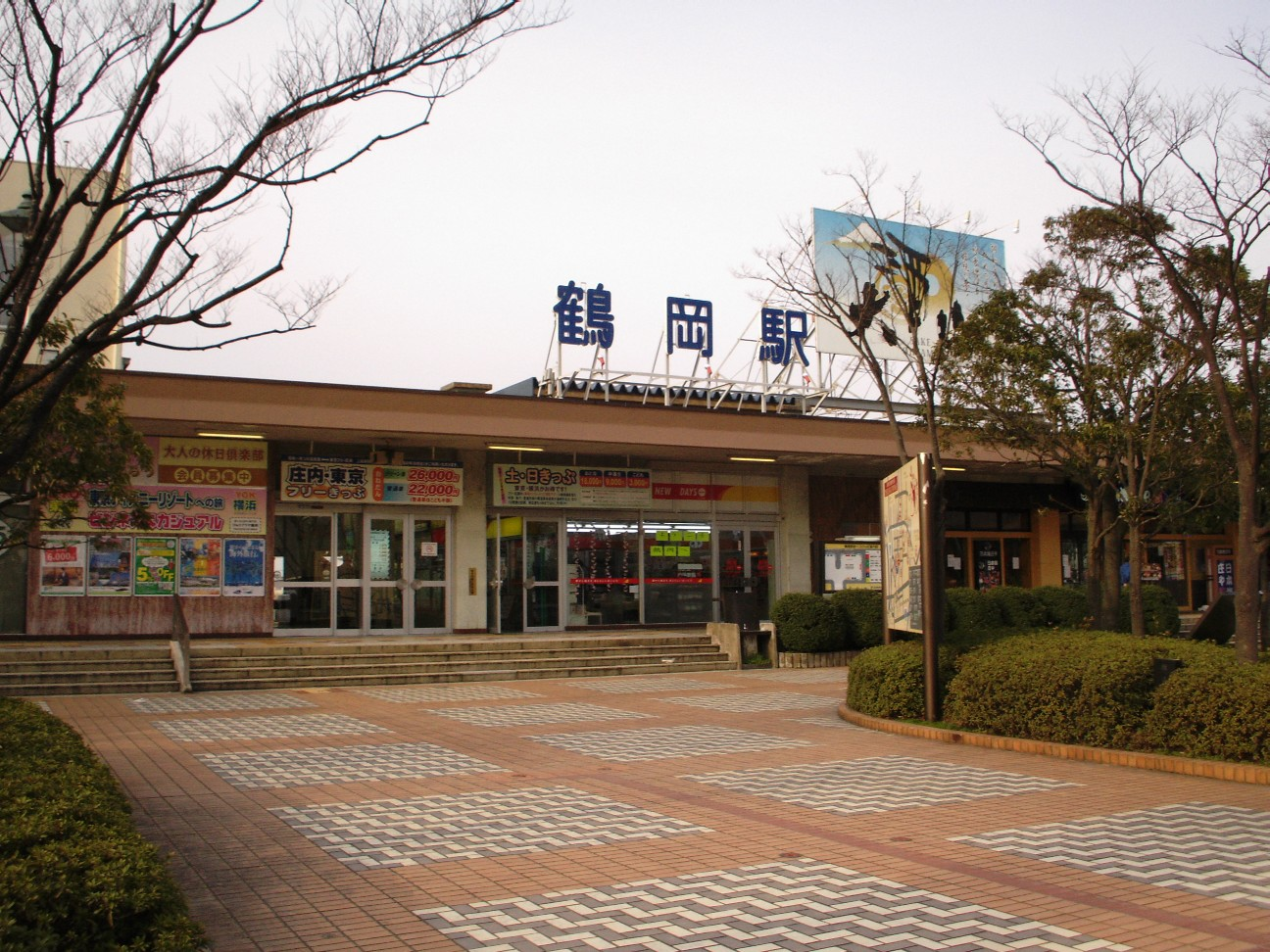
リニューアル前の外観

- 1918年（大正7年）9月21日：陸羽西線の余目 - 当駅間の開通時に、赤川を挟んだ藤島町大半田に仮駅を開設[2]。
- 1919年（大正8年）
  - 7月6日：内川橋梁が完成、仮駅から1.8キロメートル延伸して、現在地に移転[2]。
  - 12月5日：当駅 - 羽前大山間が延伸開通。
- 1924年（大正13年）4月20日：羽越線の駅となる。
- 1925年（大正14年）11月20日：支線となる赤谷線の開業に伴い、羽越本線の駅となる。
- 1929年（昭和4年）12月8日：庄内電気鉄道湯野浜線・当駅 - 湯野浜温泉（仮）間が開通。
- 1970年（昭和45年） 
  - 荷物積卸業務を外部委託。
  - 1月：みどりの窓口を開設。
- 1975年（昭和50年）4月1日：庄内交通湯野浜線が全線廃止。
- 1977年（昭和52年）：荷物フロント業務を外部委託。
- 1978年（昭和53年）12月：新駅舎（現駅舎）が落成し、6日に竣工式を挙行。
- 1986年（昭和61年）
  - 10月20日：貨物の取扱を廃止し、旅客駅となる[2]。
  - 11月1日：荷物の取扱を廃止[2]。
- 1987年（昭和62年）4月1日：国鉄分割民営化、国鉄新潟管理局からJR東日本新潟支社に移管[2]。
- 2005年（平成17年）12月8日：自動改札機を導入。
- 2006年（平成18年）2月28日：ホーム上にエレベーターを設置[新聞 1]。
- 2008年（平成20年）12月21日：指定券券売機を導入[新聞 2]。
- 2012年（平成24年）6月24日：鶴岡市藤島庁舎保管の忠犬ハチ公試作石膏像が展示開始。毎年4月15日から翌年2月15日まで公開[新聞 3]。
- 2014年（平成26年）2月28日：駅舎の内外装リニューアルが完成（山形ディスティネーション（DC）に向けて）[報道 1]。
- 2018年（平成30年）3月30日：びゅうプラザの営業を終了[4]。
- 2019年（令和元年）
  - 6月21日：コンビニNewDays、居酒屋「庄や」がテナントとして出店[報道 2]。
  - 10月1日：待合室をリニューアル[報道 3]。
  - 10月5日：テナントとして菓子店「木村屋」が出店[注 1][報道 3]。
- 2022年（令和4年）3月12日：直営の当駅・酒田駅（酒田地区センター）と酒田運輸区の機能を統合した「庄内統括センター」の管理下に移管[5]。
- 2024年（令和6年）10月1日：余目方面でえきねっとQチケのサービスを開始[1][報道 4]。

### 駅周辺

#### 再開発事業
鶴岡市では駅前地区と中心市街地において商店街が古くから形成されてきたが、大型店の進出によって既存商店街との競合が激化し、商業活動に様々な影響を及ぼしていた。
市ではそうした状況を踏まえて広域商業診断を実施し、その提言をもとに駅前地区の再開発を目的に、1974年度（昭和49年度）に「鶴岡駅前地区市街地再開発基本計画」を策定している。
鶴岡駅前再開発事業とは、駅前地区の区域約2.8ヘクタールを3つの施行地区・4つの街区に分け、市施行・民間施行の地区別事業施行とし、1983年（昭和58年）2月に都市計画の決定が告示され、翌年5月には事業計画も告示された。
市施行である都市計画道路、鶴岡駅前広場および施設建設物であるマリカ東館、西館の整備には事業費約102億円が費やされ、マリカの管理運営にあたっては、市が50%を出資した第三セクターである鶴岡再開発ビルが担う手法が採用された。
個人施行である鶴岡駅前A街区第一種市街地再開発事業（棟名：鶴岡末広ビル）は事業費31億78百万円（うち補助金3億24百万円）を投じ地下1階、地上5階のテナントビルが建設。さらに、同様に個人施行である鶴岡駅前B街区第一種市街地再開発事業(棟名：鶴岡パークビル）は事業費12億77百万円（うち補助金1億14百万円）を投じ、地上6階建のビルを建設し駐車場のほか店舗を設置するとした。
1985年（昭和60年）3月には、鶴岡末広ビルにジャスコ鶴岡店がキーテナントとしてオープンしたほか、鶴岡パークビルも開業した。次いで1987年（昭和62年）7月には、鶴岡ワシントンホテルや、土産物店さらにオフィスや産業振興センターなど公共施設が入る地下1階、地上8階のマリカ西館が開業し、続いて同年9月にはジャスコ鶴岡店を中核に地元専門店など25店舗や、300台の収容が可能な駐車場を備えた地下1階、地上6階のマリカ東館が開業した。マリカ西館および東館は空中通路で結ばれた。
ジャスコ鶴岡店とマリカの全面開業によって、鶴岡駅前はすでに開業していた庄交モール（現：エスモール）と共に商業集積は高まり既存商店街との回遊性も高まった。
しかし、1990年代後半に入ると幹線道路沿いの郊外に大型ショッピングモールが出店したことで状況に変化が見られた。
2001年（平成13年）8月3日に、市街地に隣接する三川町猪子地区の国道7号三川バイパス沿いに総合スーパー大手のジャスコ（現：イオンリテール）が当時としては県内最大級の商業施設面積を擁するイオン三川ショッピングセンター （現：イオンモール三川）を開業。
多層階で駐車場も少ない駅前立地型のジャスコ鶴岡店からは徐々に客足が遠のいて採算割れに陥り、庄交モールのキーテナントであったダイエー鶴岡店は、イオン三川SCからの影響で売り上げ不振となり、2002年（平成14年）8月31日に撤退している。
2004年（平成16年）11月には、イオンは採算割れが続くジャスコ鶴岡店に関し、入居先の鶴岡末広ビルとの20年間の賃貸借契約が切れる翌年3月末で、契約を更新せず撤退する旨を地権者に通告した。
2005年（平成17年）3月末で同店は撤退し、借主の退去により用途を失った鶴岡末広ビルは解体された。
翌2006年（平成18年）6月には、市がビル跡地を市土地開発公社を通じて取得し、公園などを整備したいとの意向を表明し、2007年（平成19年）3月にはマリカの管理運営にあたっていた鶴岡再開発ビルも、ジャスコの撤退によって経営難に陥り、鶴岡簡易裁判所に対して会社清算に向けた民事調停を申し立てるに至った。
2017年（平成29年）6月24日には、商業施設部門を廃止したマリカ東館の1階に、市と地元のまちづくり会社「Fu－Do（ふうど）」が1階部分の1420平方メートルを改装のうえ「つるおか食文化市場FOODEVER」を開業。同年7月1日には市が設置した観光案内所の開業によって、グランドオープンしている。

#### ジャスコ跡地売却の中止
2017年（平成29年）5月に、市は長らく更地状態となっていたジャスコ跡地に関し、複合型中高層集合住宅の整備の可能性を探る調査を行う方針を明らかにし、2019年（平成31年）4月に民間事業者への条件付き公募型土地売却で開発を進める方針を固め、5月に公募を開始した。
しかし、6月に発生した山形県沖地震の際に、用地の一部に液状化現象が起き、9月末の期限までに応募はなく、市は2020年（令和2年）1月末に事業の中止を決定した。
市では今後、駅前地区全体の将来像を見据えた新たな活用を検討するとしている。

## 駅構造
単式ホーム1面1線と島式ホーム1面2線、計2面3線のホームを有する地上駅である。互いのホームは跨線橋で連絡している。
庄内統括センター管理下の直営駅である。統括センター化前は管理駅であったが、当駅は自駅のみの単駅管理となっていた（周辺の駅は酒田駅が管理）。

### のりば
| 番線 | 路線      | 方向 | 行先                 | 備考               |
| ---- | --------- | ---- | -------------------- | ------------------ |
| 1    | ■羽越本線 | 上り | 村上・新津・新潟方面 |                    |
| 2    | ■羽越本線 | 下り | 酒田・秋田・青森方面 | 当駅始発・待避列車 |
| 3    | ■羽越本線 | 下り | 酒田・秋田・青森方面 |                    |

### 駅設備（改札口、窓口など）
- 駅舎内にはみどりの窓口、指定席券売機、自動券売機が設置されている。
- 自動改札機が設置されている。えきねっとQチケを利用する場合は、QRコードを改札機にかざして通過する[1]。ただし、2024年（令和6年）10月1日現在は余目方面のみ対応している[報道 4]。また、Suicaはエリア外であるため、両方向ともに利用できない。
- 2022年（令和4年）3月4日より改札内のトイレが閉鎖された。

### 駅舎施設
- 駅舎内には、待合室、NewDays、木村屋、コインロッカーなどがあり、駅改札口付近に直結している。
  - 駅弁は、酒田駅で販売されている「鳥海釜めし」「ササニシキ弁当」があったが、現在取り扱われていない[要出典]。国鉄時代は「太平食堂」の弁当が発売されていた[9]。
- 「庄や」（居酒屋：大庄グループ）、駐輪場、公衆トイレなどがあるが、駅舎入口を一旦出る必要がある。
- 駅の北側は工場や物流施設が多く出口は設けられていないが、駅舎の東側に隣接する地下道が南北を結んでいる（トイレ付近）。

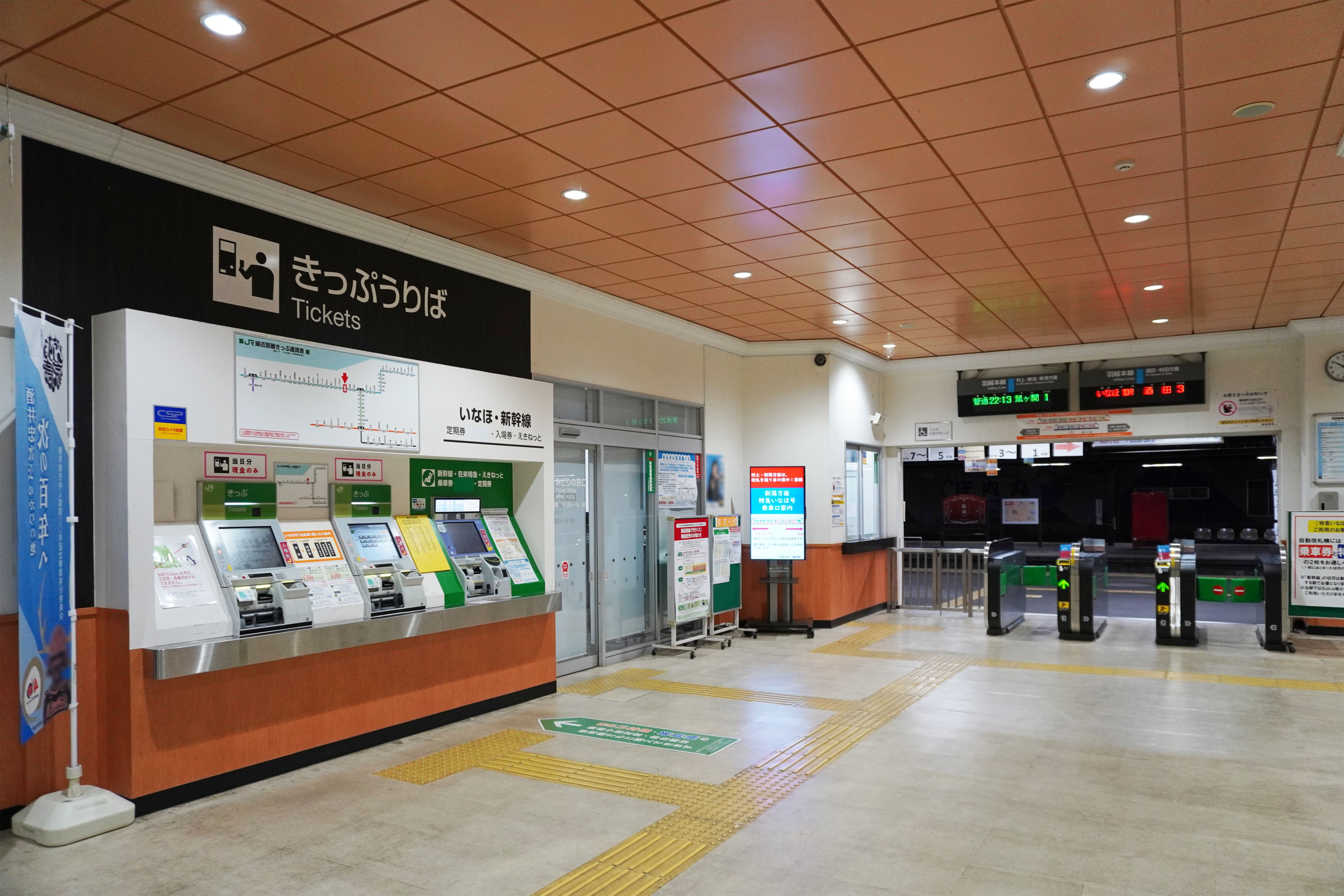
改札口と切符売り場（2023年7月）
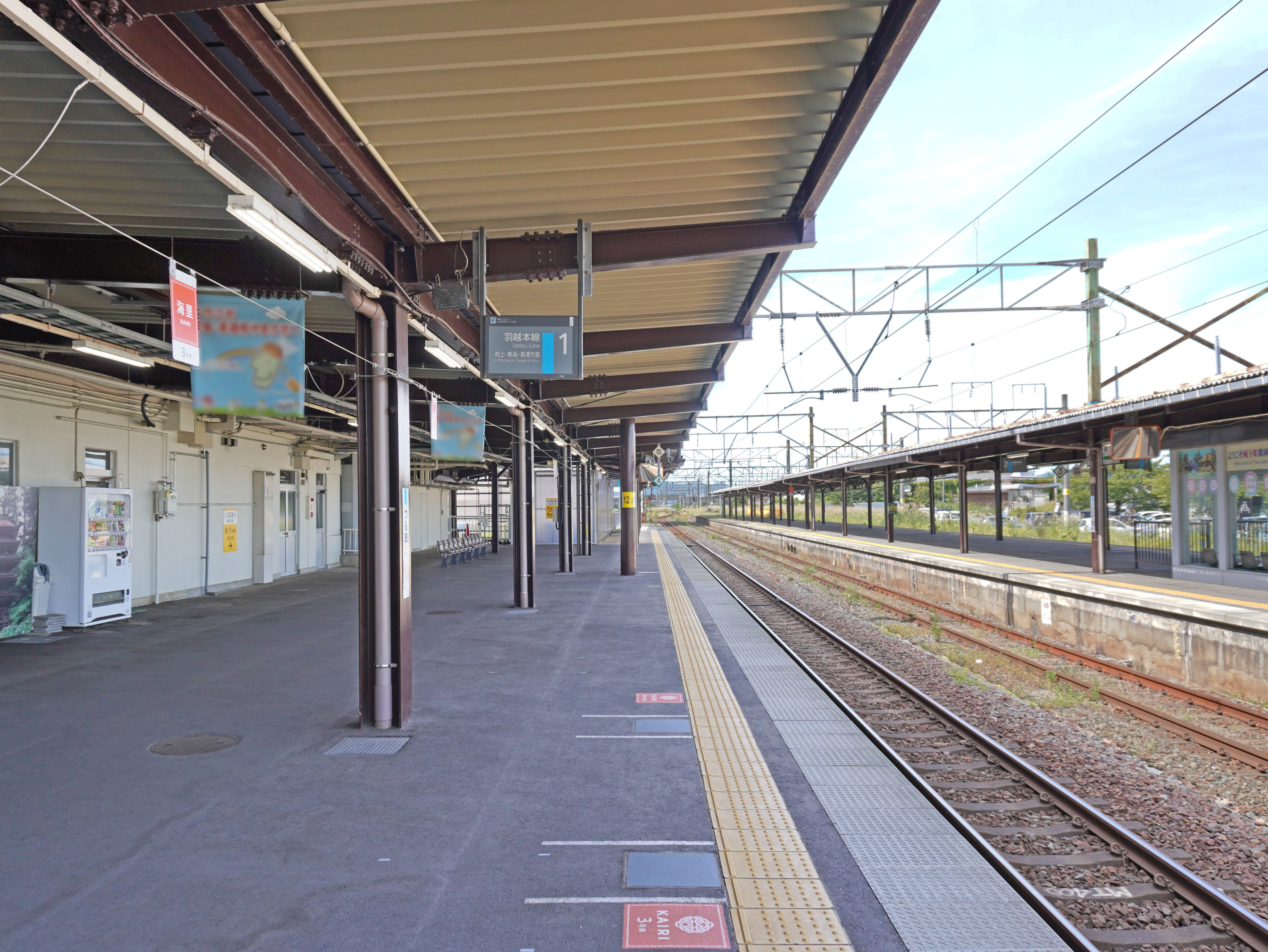
1番線ホーム（2022年9月）
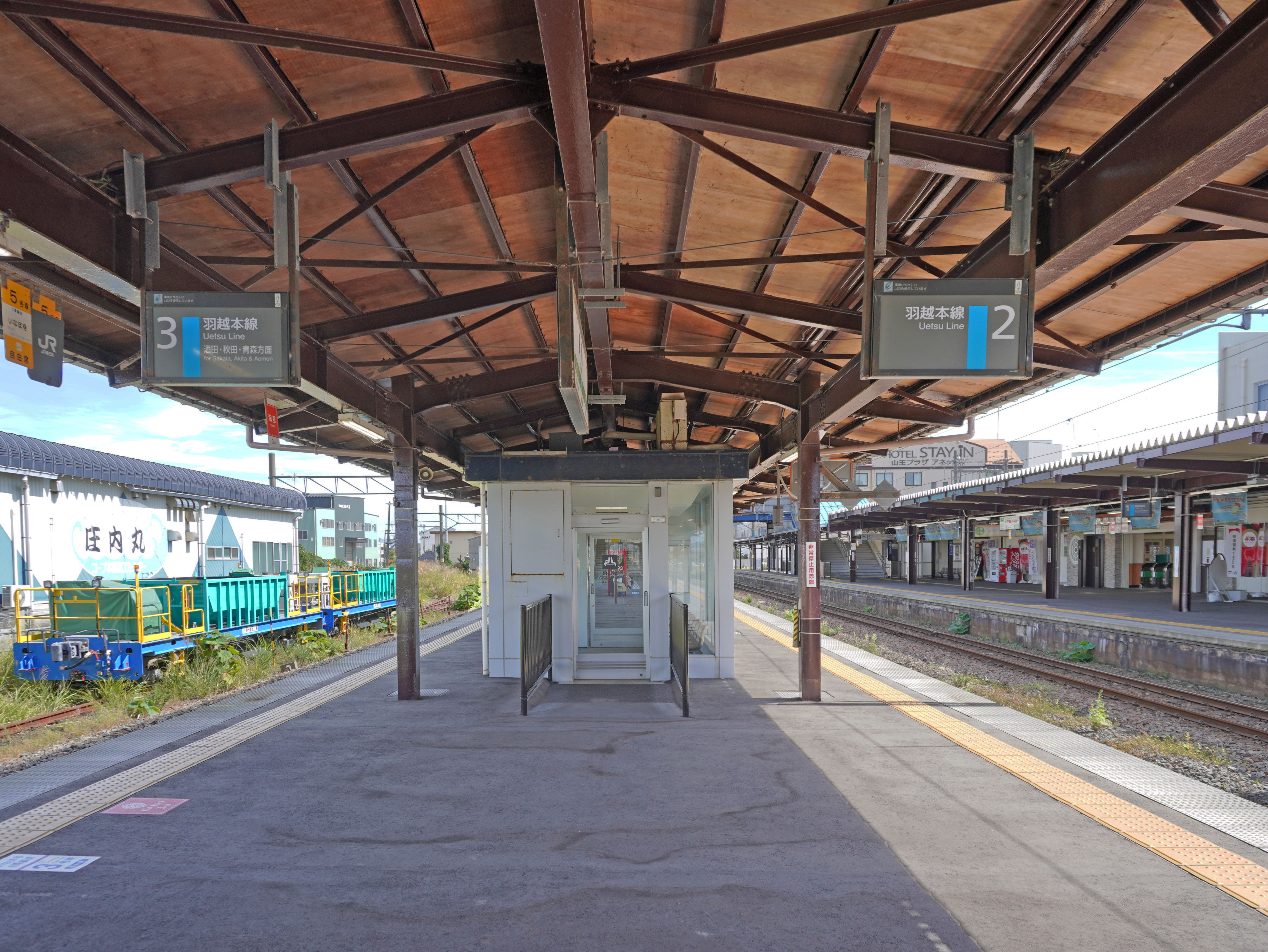
2・3番線ホーム（2022年9月）

## 利用状況
JR東日本によると、2023年度（令和5年度）の1日平均乗車人員は1,029人である。
1965年度（昭和40年度）、1970年度（昭和45年度）、1975年度（昭和50年度）、2000年度（平成12年度）以降の推移は以下のとおりである。

### 1965年度 - 1999年度
| 乗車人員推移（1965年度 - 1999年度） | 乗車人員推移（1965年度 - 1999年度） | 乗車人員推移（1965年度 - 1999年度） | 乗車人員推移（1965年度 - 1999年度） | 乗車人員推移（1965年度 - 1999年度） |
| 年度                                | 1日平均 乗車人員                    | 年間 乗車人員                       | 出典                                | 出典                                |
| 年度                                | 1日平均 乗車人員                    | 年間 乗車人員                       | 鶴岡市                              | 新潟鉄道                            |
| ----------------------------------- | ----------------------------------- | ----------------------------------- | ----------------------------------- | ----------------------------------- |
| 1965年（昭和40年）                  | 6,732                               |                                     |                                     | [ 新鉄 1 ]                          |
| 1970年（昭和45年）                  | 5,138                               |                                     |                                     | [ 新鉄 2 ]                          |
| 1975年（昭和50年）                  | 5,028                               |                                     |                                     | [ 新鉄 3 ]                          |
| 1989年（平成元年）                  | 2,378                               | 868,100                             | [ 鶴岡 1 ]                          |                                     |
| 1990年（平成02年）                  | 2,422                               | 884,200                             | [ 鶴岡 1 ]                          |                                     |
| 1991年（平成03年）                  | 2,466                               | 902,600                             | [ 鶴岡 1 ]                          |                                     |
| 1992年（平成04年）                  | 2,368                               | 864,200                             | [ 鶴岡 1 ]                          |                                     |
| 1993年（平成05年）                  | 2,301                               | 839,900                             | [ 鶴岡 1 ]                          |                                     |
| 1994年（平成06年）                  | 2,242                               | 818,500                             | [ 鶴岡 1 ]                          |                                     |
| 1995年（平成07年）                  | 2,191                               | 801,900                             | [ 鶴岡 1 ]                          |                                     |
| 1996年（平成08年）                  | 2,147                               | 783,600                             | [ 鶴岡 1 ]                          |                                     |
| 1997年（平成09年）                  | 2,032                               | 741,500                             | [ 鶴岡 1 ]                          |                                     |
| 1998年（平成10年）                  | 2,014                               | 735,000                             | [ 鶴岡 1 ]                          |                                     |
| 1999年（平成11年）                  | 1,973                               | 722,000                             | [ 鶴岡 1 ]                          |                                     |

### 2000年度以降
| 乗車人員推移（2000年度以降） | 乗車人員推移（2000年度以降） | 乗車人員推移（2000年度以降） | 乗車人員推移（2000年度以降） | 乗車人員推移（2000年度以降） | 乗車人員推移（2000年度以降） | 乗車人員推移（2000年度以降） |
| 年度                         | 1日平均乗車人員              | 1日平均乗車人員              | 1日平均乗車人員              | 年間乗車人員                 | 出典                         | 出典                         |
| 年度                         | 定期外                       | 定期                         | 合計                         | 年間乗車人員                 | JR東日本                     | 鶴岡市                       |
| ---------------------------- | ---------------------------- | ---------------------------- | ---------------------------- | ---------------------------- | ---------------------------- | ---------------------------- |
| 2000年（平成12年）           |                              |                              | 1,815                        | 662,500                      | [ JR 2 ]                     | [ 鶴岡 1 ]                   |
| 2001年（平成13年）           |                              |                              | 1,746                        | 637,200                      | [ JR 3 ]                     | [ 鶴岡 1 ]                   |
| 2002年（平成14年）           |                              |                              | 1,663                        | 606,900                      | [ JR 4 ]                     | [ 鶴岡 1 ]                   |
| 2003年（平成15年）           |                              |                              | 1,613                        | 590,200                      | [ JR 5 ]                     | [ 鶴岡 1 ]                   |
| 2004年（平成16年）           |                              |                              | 1,482                        | 540,900                      | [ JR 6 ]                     | [ 鶴岡 1 ]                   |
| 2005年（平成17年）           |                              |                              | 1,449                        | 528,800                      | [ JR 7 ]                     | [ 鶴岡 1 ]                   |
| 2006年（平成18年）           |                              |                              | 1,437                        | 524,600                      | [ JR 8 ]                     | [ 鶴岡 1 ]                   |
| 2007年（平成19年）           |                              |                              | 1,467                        | 537,100                      | [ JR 9 ]                     | [ 鶴岡 1 ]                   |
| 2008年（平成20年）           |                              |                              | 1,415                        | 516,800                      | [ JR 10 ]                    | [ 鶴岡 1 ]                   |
| 2009年（平成21年）           |                              |                              | 1,371                        | 500,700                      | [ JR 11 ]                    | [ 鶴岡 1 ]                   |
| 2010年（平成22年）           |                              |                              | 1,379                        | 503,300                      | [ JR 12 ]                    | [ 鶴岡 1 ]                   |
| 2011年（平成23年）           |                              |                              | 1,347                        | 493,200                      | [ JR 13 ]                    | [ 鶴岡 1 ]                   |
| 2012年（平成24年）           | 476                          | 885                          | 1,361                        | 496,800                      | [ JR 14 ]                    | [ 鶴岡 1 ]                   |
| 2013年（平成25年）           | 485                          | 871                          | 1,356                        | 464,900                      | [ JR 15 ]                    | [ 鶴岡 2 ]                   |
| 2014年（平成26年）           | 490                          | 785                          | 1,275                        | 465,400                      | [ JR 16 ]                    | [ 鶴岡 2 ]                   |
| 2015年（平成27年）           | 501                          | 747                          | 1,248                        | 455,500                      | [ JR 17 ]                    | [ 鶴岡 2 ]                   |
| 2016年（平成28年）           | 485                          | 740                          | 1,226                        | 447,500                      | [ JR 18 ]                    | [ 鶴岡 2 ]                   |
| 2017年（平成29年）           | 484                          | 703                          | 1,187                        | 447,490                      | [ JR 19 ]                    | [ 鶴岡 2 ]                   |
| 2018年（平成30年）           | 495                          | 708                          | 1,203                        | 439,100                      | [ JR 20 ]                    | [ 鶴岡 3 ]                   |
| 2019年（令和元年）           | 486                          | 657                          | 1,144                        | 417,600                      | [ JR 21 ]                    | [ 鶴岡 3 ]                   |
| 2020年（令和02年）           | 215                          | 577                          | 793                          | 289,400                      | [ JR 22 ]                    | [ 鶴岡 3 ]                   |
| 2021年（令和03年）           | 243                          | 619                          | 863                          | 315,000                      | [ JR 23 ]                    | [ 鶴岡 3 ]                   |
| 2022年（令和04年）           | 329                          | 634                          | 963                          | 351,500                      | [ JR 24 ]                    | [ 鶴岡 3 ]                   |
| 2023年（令和05年）           | 400                          | 628                          | 1,029                        |                              | [ JR 1 ]                     |                              |

## 駅周辺
駅前のロータリーにはバス停留所、タクシープール、駅前駐車場がある。

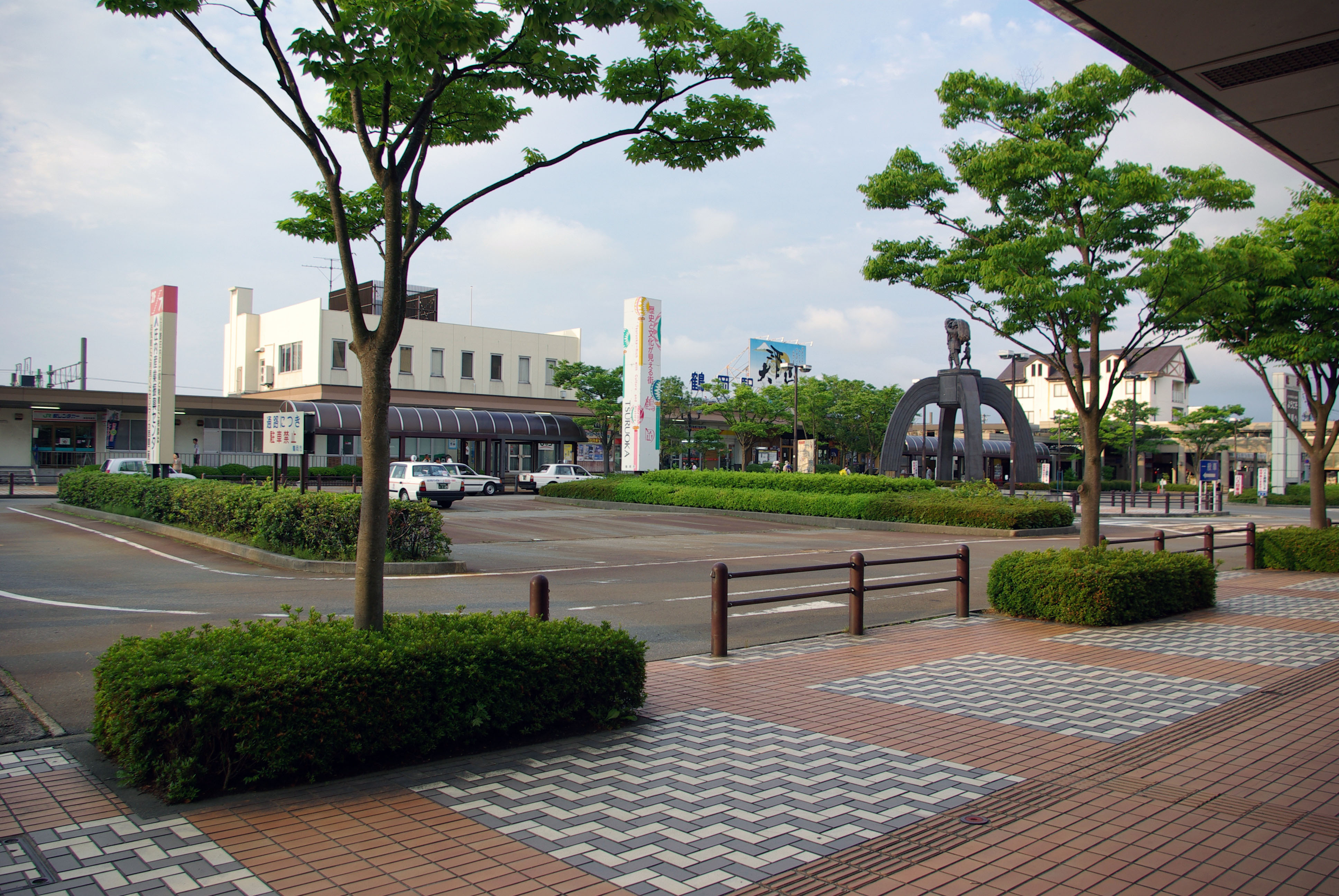
駅前ロータリー

- マリカ
- 東京第一ホテル鶴岡
- ホテルルートイン鶴岡駅前
- ホテルアルファーワン鶴岡
- ホテルステイイン山王プラザアネックス
- アパホテル山形鶴岡駅前
- スーパーホテル山形・鶴岡
- エスモール
  - マルホンプラス エスモール店
- 鶴岡駅前郵便局
- 荘内銀行 北支店
- 鶴岡信用金庫 錦町支店
- 東北労働金庫 鶴岡支店
- ふーしゃ鶴岡イーネ駅前店

- 駅前ロータリー

## バス路線
庄内交通の運行する各路線が出ている。ほとんどの路線の始発は、1区間前である東京第一ホテル鶴岡の近くにあるエスモールから出ている。以前は、庄内交通等の長距離バスも駅前バス停を経由していたが、現在はすべてエスモール発着（経由）となっている。路線バス扱いではないが、2008年にツアーバスのキラキラ号が運行を開始し、鶴岡では当駅が集合場所になっている。また、オー・ティー・ビー（オリオンツアー）も少し離れた場所だが、当駅西口が集合場所である。以前はWILLER EXPRESSも山形経由で運行していた。

### 空港アクセス
最寄りの空港は、庄内空港である。バスか車を利用する。
- 庄内交通
  - 空港リムジンバス：庄内空港

他に乗り合いタクシーも運行しており、通常のタクシーよりも格安で利用できる（要予約）。

### 路線バス
全便が庄内交通の運行。
| のりば | 運行事業者 | 系統・行先 | 備考 |
| ------ | ---------- | --- | --- |
| 1      | 庄内交通   | - 011・012・013：イオンモール三川 - 061：温海営業所 - 071：湯田川温泉 - 073・076：越沢 - 075：坂の下 - 041：いでは文化記念館前                                | 「011」系統・「012」系統・「075」系統・「076」系統は平日のみ運行                                                                                                  |
| 2      | 庄内交通   | - 011・013：外内島 - 051・052・053・054：エスモールバスターミナル（鶴岡市内廻り） - 032・033・034：湯野浜温泉 - 071・074・075：こころの医療センター           | - 「032」系統は平日のみ運行 - こころの医療センター行きは平日のみ運行                                                                                              |
| 3      | 庄内交通   | - 322：上田沢 - 324：大鳥 - 326：大網局前 - 081：清川・清川八郎記念館 - 321：くしびき温泉「ゆ～Town」 - 329：朝日庁舎 - 空港リムジンバス：庄内空港 - 中央高校 | - 「321」系統・「322」系統・「324」系統・「326」系統は平日のみ運行 - 中央高校行きは平日のみ運行、土・日・祝祭日と高校休業期間中はエスモールバスターミナルまで運行 |
| 4      | 庄内交通   | 鶴岡観光ぐるっとバス：市内コース／加茂コース | |
| 5      | 庄内交通   | 庄交バスターミナル・ゆたか町 | |

### その他
- 鶴岡観光ぐるっとバス：丙申堂・致道館・鶴岡公園方面

## 隣の駅
東日本旅客鉄道（JR東日本）
■羽越本線
- 特急「いなほ」停車駅

羽前大山駅 - （西鶴岡信号場） - 鶴岡駅 - （幕ノ内信号場） - 藤島駅

### かつて存在した路線
庄内交通
湯野浜線
鶴岡駅 - 京田駅

### 記事本文